# Сан Франциско (списание)
„Сан Франциско“ (на английски: San Francisco) е ежемесечно списание в Съединените американски щати, посветено на санфранциската култура.
Основано е през 1971 г. Издател на списанието е Модерн Лъксъри. Настоящият му редактор е Брус Кели. Излиза в тираж от 120 000 броя(1) на английски език.
Сред личностите, които са се появявали на кориците на списанието, са:
- София Копола - режисьорка, дъщерята на Франсис Форд Копола,
- кметът на Сан Франциско Гавин Нюсъм.